# 법정·국회의장모욕죄
법정·국회의장모욕죄(法廷·國會議長侮辱罪) 법원의 재판, 국회의 심의를 방해 또는 위협할 목적으로 법정이나 국회의장(國會議長) 또는 그 부근에서 모욕 또는 소동하는 죄. 3년 이하의 징역이나 700만원 이하의 벌금에 처한다(138조). 목적범으로서 방해 또는 위협할 목적으로 모욕·소동함으로써 곧 본죄는 성립되며 실제로 방해 또는 위협된 결과가 발생할 필요는 없다. 법정에서의 심리방해에 관하여는 법원조직법 61조에도 규정이 있다.

## 인권옹호직무방해죄
人權擁護職務妨害罪 경찰의 직무를 행하는 자 또는 이를 보조하는 자가 인권옹호에 관한 검사의 직무집행을 방해하거나 그 명령을 준수하지 아니하는 죄. 5년 이하의 징역 또는 10년 이하의 자격정지에 처한다(139조). 본죄의 보호법익은 인권옹호에 관한 직무가 유효하게 집행되도록 보장하는 것이며 그 행위의 대상은 검사이다. '인권옹호에 관한 검사의 직무'라 함은 관하 경찰서의 구속 장소를 감찰하여 불법한 인신구속(人身拘束)의 유무를 조사하는 것 등을 말한다(형소 198조의 2 참조).

## 공용서류 등 무효죄
公用書類 等 無效罪 공무소(公務所)에서 사용하는 서류 기타의 물건을 손상 또는 은닉하거나 기타 방법으로 그 효용을 해하는 죄. 7년 이하의 징역 또는 1천만원 이하의 벌금에 처한다(141조 1항). 본죄는 실질상 손괴의 죄에 속하는 것이나 형법은 공무방해에 관한 죄의 하나로 규정하고 있다. '공무소에서 사용하는 서류'라 함은 공무소에서 사용할 목적으로 보관하는 일체의 문서를 말하며 그 작성자가 공무원인가 사인(私人)인가 또는 그 작성의 목적이 공무소를 위한 것인가 사인을 위한 것인가를 불문한다(판례). 공무소에서 사용하는 서류인 이상 그 보존기간이 경과하였다는 것, 위조문서라는 것 또는 작성방식에 결함이 있다는 것은 본죄의 성립에 영향이 없다. 서류를 물질적으로 훼손한 경우에 '손상'에 해당하고 그 문서의 내용의 일부를 말소하는 따위는 '기타 방법'에 해당한다. 미수범도 처벌한다(143조).

## 공용물파괴죄
公用物破壞罪 공무소에서 사용하는 건조물·선박·기차 또는 항공기를 파괴하는 죄. 1년 이상 10년 이하의 징역에 처한다(141조 2항). 본죄도 실질상 손괴의 죄이지만 형법은 공무방해의 면에서 규정하고 있다. '공무소에서 사용하는 건조물'에는 '공익에 공하는 건조물'(367조)은 포함되지 않는다. '파괴'는 손상과 마찬가지로 물질적인 훼손을 뜻하지만 그 정도가 심하여 간단히 수뢰할 수 없을 정도인 것을 말한다. 파괴의 정도에 이르지 아니한 공용물의 손상은 공용서류 등 무효죄에 해당한다. 미수범도 처벌한다(143조).

## 공무상 보관물 무효죄
公務上保管物無效罪 공무소로부터 보관명령을 받거나 공무소의 명령으로 타인이 간수(看守)하는 자기의 물건을 손상 또는 은닉하거나 기타 방법으로 그 효용을 해하는 죄. 5년 이하의 징역 또는 700만원 이하의 벌금에 처한다(142조). '공무소로부터 보관명령을 받은자'는 행위자이고 '공무소의 명령'을 받은 자는 타인이다. '공무소의 명령으로 타인이 간수하는 자기의 물건'이라 함은 공무소의 처분에 의하여 자기의 사실상의 지배력은 배제되고 공무소의 사실상의 지배 밑으로 옮겨진 것을 제3자가 공무소의 명령에 의하여 그의 사실상의 지배하에 두게 된 물건을 말한다. 미수범도 처벌한다(143조).

## 특수공무방해죄
特殊公務妨害罪 단체 또는 다중(多衆)의 위력을 보이거나 위험한 물건을 휴대하여 136조·138조·140조 내지 143조의 죄를 범한 때에는 각조에 정한 형의 2분의 1까지 가중한다(144조 1항). 본죄를 범하여 공무원을 사상(死傷)에 이르게 한 때에는 무기 또는 3년 이상의 유기징역에 처한다(144조 2항). 2항의 죄는 결과적 가중범이다.